# نزدیک‌تر به تو (ترانه جونگ‌کوک)
«نزدیک‌تر به تو» (انگلیسی: Closer to You) ترانه‌ای از خواننده اهل کره جنوبی، جونگ‌کوک از بی‌تی‌اس با همکاری گروه موسیقی جامائیکایی–آمریکایی میجر لیزر برای نخستین آلبوم استودیویی او به نام طلایی است که در ۳ نوامبر ۲۰۲۳ توسط بیگ هیت میوزیک منتشر شد.

## جدولهای موسیقی
| جدول (۲۰۲۳)                                       | بالاترین جایگاه |
| ------------------------------------------------- | --------------- |
| ۲۰۰ آهنگ جهانی (بیلبورد)                          | ۵۲              |
| کره جنوبی (گائون)                                 | ۸۸              |
| ترانه‌های داغ رقص/الکترونیک ایالات متحده (بیلبورد) | ۶               |
| ویتنام (بیلبورد)                                  | ۵۲              |